# بوکگیسان
بوکگیسان (به لاتین: Bokgyesan) یک کوه در کره جنوبی است که در کره جنوبی واقع شده‌است. بوکگیسان ۱٬۰۵۴ متر بالاتر از سطح دریا واقع شده‌است.